# Felicità tà tà/Il guerriero
Felicità tà tà/Il guerriero è il dodicesimo 45 giri della cantante pop italiana Raffaella Carrà, pubblicato a ottobre del 1974 dall'etichetta discografica CGD e distribuito dalle Messaggerie Musicali di Milano.

## Il disco
A settembre è stato preceduto da un singolo promozionale (CGD 2693), che contiene la stessa incisione di Felicità tà tà (matrici con identico numero), ma un diverso lato B: Ma che sera proveniente dall'album finto live Raffaella... Senzarespiro del 1972.
Complessivamente il disco, grazie al successo del lato A, ottiene al massimo la quarta posizione nella classifica settimanale dei più venduti nel 1974.
Fotografia di copertina di Chiara Samugheo.

## Felicità tà tà
Sigla iniziale dell'ultima edizione di Canzonissima, condotta da Raffaella su RAI 1 la domenica pomeriggio, il cui balletto era accompagnato da una famosa coreografia creata da Don Lurio. Il video è disponibile sul DVD nel cofanetto Raffica Carrà del 2007.
- Sigla Canzonissima 1974, su dailymotion.com, Dailymotion. URL consultato il 9 agosto 2021.

La canzone dà il titolo all'album Felicità tà tà, pubblicato subito dopo.

### Versioni internazionali
Nei diversi singoli destinati ai mercati latini e stranieri pubblicati tra il 1974 e il 75, il brano è stato usato come lato B del 45 giri Rumore (lato principale) e con entrambe le canzoni eseguite in italiano (CBS 2984).
Analoga sorte è toccata all'incisione in spagnolo con titolo Felicidad da da o Felicidad (testo di Carmo), sul singolo con le due canzoni in quella lingua (CBS 3426, 1975).
Uniche eccezioni: il singolo Felicitad da da/El guerrilero (CBS 4140, 1975) e un promo con lo stesso numero di catalogo del 1976, in cui, nonostante i titoli, solo El guerrilero è cantata in italiano.

## Il guerriero
È il lato b del disco e traccia dell'album Felicità tà tà, mai cantata in spagnolo da Raffaella.
Brano utilizzato da Raffaella in uno spot di Carosello per promuovere le stazioni di servizio BIG BON dell'Agip.
 Spot Big Bon Agip (1975), su YouTube. URL consultato il 29 settembre 2021.

## Tracce
Edizioni musicali Sugar Music.
Lato A
1. Felicità tà tà[12] – 3:04 (testo: Gianni Boncompagni, Dino Verde – musica: Gianni Boncompagni, Paolo Ormi)

Lato B
1. Il guerriero[13] – 3:12 (Gianni Boncompagni)

## Classifiche
| Classifica (1974) | Posizione raggiunta |
| ----------------- | ------------------- |
| Italia            | 4                   |